# Kristaq Dhamo
Kristaq Dhamo (ur. 20 kwietnia 1933 we wsi Libofshë k Fieru, zm. 14 sierpnia 2022 w Stanach Zjednoczonych) – albański reżyser, scenarzysta i krytyk.

## Życiorys
W 1952 ukończył liceum artystyczne Jordan Misja w Tiranie. W latach 1952–1956 Studiował w Instytucie Kinematografii w Budapeszcie. W 1956 rozpoczął pracę w Studiu Filmowym Nowa Albania (alb. Kinostudio Shqiperia e Re), zaczynając od pisania scenariuszy i realizacji filmów dokumentalnych. Jego debiut fabularny Tana był zarazem jego pracą dyplomową i oparty na jego scenariuszu. W swojej karierze Dhamo zrealizował 11 filmów fabularnych i 5 filmów dokumentalnych. W latach 1972–1976 i 1982-2000 pełnił funkcję dyrektora artystycznego Studia Filmowego Nowa Albania. W tym czasie pisał artykuły o historii kina albańskiego, publikowane w prasie codziennej
W 1979 otrzymał tytuł Zasłużonego Artysty (alb. Artist i Merituar), a w 1987 Artysty Ludu. W 2000 na XI Festiwalu Filmów Albańskich w Tiranie został uhonorowany nagrodą specjalną za całokształt twórczości.
Był żonaty (żona Dhorka była archeolożką), miał dwie córki (Rudinę i Delinę).

## Filmy fabularne
- 1958: Tana
- 1959: Burza (Furtuna)
- 1963: Zadanie specjalne (Detyrë e posaçme)
- 1965: Pierwsze lata (Vitet e para)
- 1970: Ślady (Gjurma)
- 1971: Wojenny poranek (Mëngjeze lufte)
- 1973: Bruzdy (Brazdat)
- 1978: W głębi ciemności (Nga mesi i errësirës)
- 1982: Jesienne wymówki (Qortimet e vjeshtës)
- 1984: Decyzja (Vendimi)
- 1987: Niewidzialny świat (Botë e padukshme)

## Filmy dokumentalne
- 1959: Ne u dashuruam me Shqipërinë
- 1960: Ansambli i këngëve dhe valleve (Zespół pieśni i tańca)
- 1966: Ata nuk vdesin (Oni nie umierają)
- 1967: Miqësi revolucionare (Rewolucyjna przyjaźń)